# Selección de waterpolo de Italia
La selección de waterpolo de Italia es el equipo de waterpolo que representa a Italia en los campeonatos de selecciones nacionales masculinas de la Federación Internacional de Natación y la Liga Europea de Natación.
Italia es una de las potencias mundiales, ya que ha obtenido tres medallas de oro en los Juegos Olímpicos, cuatro Campeonatos Mundiales, una Copa Mundial y tres Campeonatos Europeos. Al equipo se lo conoce como Settebello ("siete bello"), en referencia a los siete jugadores del equipo.

## Resultados

### Juegos Olímpicos
- 1.º puesto en 1948, 1960 y 1992.
- 2.º puesto en 1976 y 2012.
- 3.º puesto en 1952, 1996 y 2016.
- 4.º puesto en 1956, 1964 y 1968.

### Campeonato Mundial
- 1.º puesto en 1978, 1994, 2011 y 2019.
- 2.º puesto en 1986 y 2003.
- 3.º puesto en 1975.
- 4.º puesto en 1973, 2001, 2013 y 2015.

### Copa Mundial
- 1.º puesto en 1993.
- 2.º puesto en 1989, 1995 y 1999.
- 3.º puesto en 1983.
- 4.º puesto en 2002.

### Liga Mundial
- 2.º puesto en 2003, 2011 y 2017.
- 3.º puesto en 2012.
- 4.º puesto en 2004.

### Campeonato Europeo
- 1.º puesto en 1947, 1993 y 1995.
- 2.º puesto en 2001 y 2010.
- 3.º puesto en 1954, 1977, 1987, 1989, 1999 y 2014.
- 4.º puesto en 1950, 1958, 1966, 1970, 1985, 1991 y 2012.

### Juegos Mediterráneos
- 1.º puesto en 1955, 1963, 1975, 1987, 1991 y 1993.
- 2.º puesto en 1959, 1967, 1971, 1979, 2001 y 2005.
- 3.º puesto en 1983 y 2009.
- 4.º puesto en 1997 y 2013.